# Walt Disney World Resort
| Portal | Portal:Disney |

Walt Disney World Resort (også kendt som Disney World) er verdens største forlystelseskompleks og er beliggende i Orlando, Florida, USA. Komplekset består af fire temaparker, to vandparker, 23 hoteller og en lang række restauranter, butikker og underholdningstilbud. I alt dækker parkerne et område på 120 km² – et areal på størrelse med Samsø.

## Walt Disney World Resort består af
- Magic Kingdom
- Epcot
- Disney's Hollywood Studios
- Disney's Animal Kingdom
- Disney's Typhoon Lagoon
- Disney's Blizzard Beach
- Downtown Disney
- ESPN Wide World of Sports
- Disney's BoardWalk